# Henry Milton Taylor
Sir Henry Taylor, né le 4 novembre 1903 à Clarence Town (Long Island) et mort le 24 février 1994, est un homme d'État bahaméen, Gouverneur général des Bahamas (1988-1992).

## Biographie
Enseignant de profession, il se fait élire une première fois en 1949 pour la circonscription de Long Island et Ragged Island. En 1953, il est l'un des cofondateurs du Parti libéral progressiste (PLP), le premier parti politique des Bahamas. Il en est le président sans interruption jusqu'en 1963.
En 1956, il fait partie d'une délégation citoyenne à Londres, comprenant également Lynden Pindling et Milo Butler. En 1960, à l'occasion d'un autre voyage à Londres, il obtient le droit de vote des femmes aux Bahamas. 
De 1968 à 1978, il vit en Floride. En 1979, il est nommé éditeur du Hansard, les transcriptions officielles de l'activité parlementaire aux Bahamas. Le 1er janvier 1980, il est élevé au rang de Knight Bachelor. Entre 1981 et 1988, il agit à plusieurs reprises comme Gouverneur général lorsque le titulaire du poste, Gerald Cash, doit s'absenter du pays. 
Le 25 juin 1988, il devient le troisième Gouverneur général des Bahamas. Il quitte ses fonctions le 1er janvier 1992.